# Burundi az 1996. évi nyári olimpiai játékokon
Burundi az egyesült államokbeli Atlantában megrendezett 1996. évi nyári olimpiai játékok egyik részt vevő nemzete volt. Az országot az olimpián 1 sportágban 7 sportoló képviselte, akik összesen 1 érmet szereztek. Burundi először vett részt az olimpiai játékokon, és meg is szerezte első olimpiai aranyérmét.

## Érmesek
| Érem  | Versenyző         | Sportág  | Versenyszám  |
| ----- | ----------------- | -------- | ------------ |
| Arany | Vénuste Niyongabo | Atlétika | Férfi 5000 m |

## Atlétika
Férfi
| Versenyző            | Versenyszám | Előfutam | Előfutam | Előfutam | Elődöntő | Elődöntő | Elődöntő | Döntő    | Döntő    |
| Versenyző            | Versenyszám | Idő      | Hely.    | Össz.    | Idő      | Hely.    | Össz.    | Idő      | Helyezés |
| -------------------- | ----------- | -------- | -------- | -------- | -------- | -------- | -------- | -------- | -------- |
| Arthémon Hatungimana | 800 m       | 1:47,10  | 1.       | 21.      | 1:44,92  | 4.       | 7.       | kiesett  | kiesett  |
| Charles Nkazamyampi  | 800 m       | 1:47,95  | 6.       | 35.      | kiesett  | kiesett  | kiesett  | kiesett  | kiesett  |
| Dieudonné Kwizéra    | 1500 m      | 3:41,45  | 6.       | 28.      | kiesett  | kiesett  | kiesett  | kiesett  | kiesett  |
| Vénuste Niyongabo    | 5000 m      | 13:54,53 | 3.       | 13.      | 14:03,48 | 2.       | 16.      | 13:07,96 |          |
| Aloÿs Nizigama       | 10 000 m    | 27:53,21 | 4.       | 4.       |          |          |          | 27:33,79 | 4.       |
| Tharcisse Gashaka    | Maraton     |          |          |          |          |          |          | 2:32:55  | 90.      |

Női
| Versenyző        | Versenyszám | Előfutam | Előfutam | Előfutam | Döntő   | Döntő    |
| Versenyző        | Versenyszám | Idő      | Hely.    | Össz.    | Idő     | Helyezés |
| ---------------- | ----------- | -------- | -------- | -------- | ------- | -------- |
| Justine Nahimana | 10 000 m    | 35:58,51 | 18.      | 33.      | kiesett | kiesett  |